# 1952년
1952년은 화요일로 시작하는 윤년이다.

## 사건
- 1월 18일 - 대한민국, 평화선을 선언함.
- 1월 31일 - 일본, 경찰예비대를 자위대로 개편.
- 2월 1일 - 대한민국 재향군인회가 창설됨.
- 2월 6일 - 영국의 엘리자베스 2세 여왕 즉위.
- 3월 10일 - 독일 통일을 위한 ‘스탈린 노트’가 발간됨: 통일의 기본조건으로 독일의 중립성을 요구.
- 3월 19일 - 광무신문지법(光武新聞紙法)이 폐기되다.
- 4월 23일 - 미국, 네바다 사막에서 최대 규모의 핵실험을 하다.
- 4월 24일 - 서민호 의원, 순천에서 서창선(徐昌善) 대위를 총으로 사살하다(서민호 의원 총격사건). 이 사건에서 유명한 '정당방위'가 성립되었다.
- 4월 25일 - 제1회 전국 시·읍·면 지방의회의원 선거가 치러지다.
- 4월 28일 - 일본, 중화민국 정부와 평화조약 서명 .
- 4월 28일 - 일본 독립.(미국점령기간: 1945년 9월 1일 ~ 1952년 4월 27일)
- 5월 2일 - 독일의 노래(Deutschlandlied)의 3절이 독일 국가로 지정.
- 5월 7일 - 거제도포로수용소 폭동사건(巨濟島捕虜騷擾事件): 거제도 포로수용소에서 공산포로들이 폭동을 일으키다.
- 5월 25일 - 부산 정치 파동(개헌파동,改憲波動)이 일어나며, 부산, 경상남도, 전라남도, 전라북도에 계엄령이 발효되었다.
- 5월 26일 -
  - 독일 조약 서명(서독, 영국, 프랑스, 미국) - 이 조약으로 서독은 점령지위에서 탈피. 일정한 조건하에 서독의 주권 회복 허용. 서독이 주권국가로 EDC 조약 체결을 허용하기 위해 취해진 협정이나 EDC 좌절로 실효되지 못함.
  - 동독이 내독국경 폐쇄.
- 5월 27일 - 유럽 연합: EDC 창설 조약 체결.
- 6월 1일 - 제1 차 중-일 민간무역협정 서명.
- 6월 19일 - 대한민국의 신흥 종교인 성덕도가 창시되었다.
- 7월 18일 - 중석불사건(重石弗事件)이 국회에 비화(飛火)되어 조사위가 구성되다.
- 7월 23일 - 이집트에서 쿠데타가 일어나다.
- 7월 24일 - 서독 대중지 〈빌트〉 첫판 인쇄 발간.
- 7월 30일 - 룩셈부르크를 ECSC 임시 본부로 지정.
- 7월 31일 - 미국 미확인 물체 확인.
- 8월 5일 - 대한민국 제2대 대통령 및 제3대 부통령 선거 실시, 대통령 이승만, 부통령 함태영 당선.
- 8월 7일 - 대한민국, 학술원.예술원 설치 등을 규정하는 '문화보호법' 제정.
- 8월 10일 - 유럽석탄철강공동체 공동관리청 업무 개시.
- 8월 28일 - 대한민국과 일본 간에 독도 분쟁 첫 발생.
- 9월 1일 - 대한민국, 국군 징병제 실시.
- 9월 3일 - 중화인민공화국 연변 조선민족 자치구 성립
- 9월 8일 - ECSC 이사회, 서독 수상 아데나워 주재로 업무 개시.
- 9월 10일 - 유럽 의회가 폴 앙리 스파크를 의장으로 업무 개시.
- 9월 10일 - 독일, 이스라엘과 배상협정 조인. 이스라엘은 유대인 대학살의 배상으로 34억마르크를 받음.
- 9월 12일 - 한국전쟁: 중국과 소비에트 연방, 한국전쟁 휴전회담 공동선언 발표.
- 9월 24일 - 한국전쟁: 마크 클라크 유엔군총사령관, 한국방위수역선을 설정.
- 9월 27일 - 마크 클라크 유엔군 총사령관, 한국 전(全)해안 봉쇄 발표.
- 10월 2일 - 스탈린, 〈소련 사회주의 경제의 제 문제〉 발표.
- 10월 3일 - 영국 첫 원폭실험.
- 10월 8일 - 한국 전쟁: 대한민국, 휴전회담서 유엔측 무기한 연기 통고.
- 10월 15일 - 백마고지 전투가 끝났다.
- 10월 22일 - 이란, 영국과 단교 선언.
- 11월 1일 - 미국, 태평양 에니웨톡 섬에서 첫 수소폭탄 실험.
- 11월 5일 - 미국 34대 대통령에 아이젠하워 당선.
- 11월 7일 - 레바논, 부녀자에 참정권 부여.
- 12월 3일 - 유엔총회, 한국전 포로문제에 관한 결의안 채택.
- 12월 5일 - 영국 런던에 스모그 현상. 이날부터 9일까지 계속된 이 현상으로 4,000여명이 사망.
- 12월 10일 - 유럽사법법원 이탈리아의 마시모 필로티를 원장으로 업무 개시.
- 12월 12일 - 오스트리아 빈에서 제국민평화대회 개최.
- 북유럽 이사회 출범.
- WWE 출범.

## 문화
- 2월 20일 - 대한민국 국회도서관 개관.
- 6월 16일 - 한국항공대학교 설립.
- 7월 19일 - 1952년 하계 올림픽 개막
- 8월 29일 - 존 케이지의 피아노곡 〈4분 33초〉 초연.
- 11월 16일 - 미국, 수소폭탄 실험에 성공.

## 탄생

### 1월
- 1월 1일
  - 대한민국의 배우 안성기.
  - 대한민국의 법조인 송진현. (~2025년)
- 1월 2일 - 홍콩의 영화배우 오맹달. (~2021년)
- 1월 5일
  - 대한민국의 성우, 배우 장광.
  - 독일의 축구 선수 울리 회네스.
- 1월 6일 - 미국의 영화배우 아멜리아 맥퀸. (~2020년)
- 1월 7일 - 홍콩의 배우 홍금보.
- 1월 9일 - 대한민국의 전 부산광역시장, 국회의원 서병수.
- 1월 11일 - 대한민국의 정치인, 45대 국무총리 이낙연.
- 1월 14일
  - 대한민국의 정치인 김진수. (~2022년)
  - 일본의 정치인 야라 조스케.
- 1월 15일 - 조선민주주의인민공화국의 외교관 김광섭.
- 1월 17일 - 일본의 음악가 사카모토 류이치.
- 1월 20일 - 대한민국의 전 대한민국 정보통신부 장관 진대제.
- 1월 25일
  - 대한민국의 국회의원 박병석.
  - 대한민국의 시인이자 미술평론가 황지우.
- 1월 28일 - 대한민국의 정치인 강창일.
- 1월 29일 - 대한민국의 과학자, 수의사 황우석.
- 1월 30일 - 미국의 발명가 더그 엥겔바트. (~2013년)

### 2월
- 2월 2일 - 대한민국 제18대 대통령 박근혜.
- 2월 5일 - 대한민국의 정치인 김명기.
- 2월 7일
  - 대한민국의 기업인 김승연.
  - 미국의 정치인 존 히컨루퍼.
- 2월 8일 - 대한민국의 정치인 문성현.
- 2월 14일 - 대한민국의 정치인, 민선 4·5·8기 문경시장 신현국.
- 2월 19일 - 대한민국의 약사, 가수 황원태.
- 2월 22일 - 대한민국의 군인 이계훈.
- 2월 23일 - 대한민국의 가수 나현재.
- 2월 26일 - 영국의 베이스 연주자 존 기블린. (~2023년)
- 2월 27일 - 대한민국의 정치인 황주홍.
- 2월 29일
  - 대한민국의 배우 임정하. (~2022년)
  - 미국의 작가 팀 파워즈.

### 3월
- 3월 1일 - 영국의 전 축구 선수, 현 축구 감독 마틴 오닐.
- 3월 2일 - 러시아의 정치인 세르게이 스테파신.
- 3월 8일 - 대한민국의 정치인 윤건영.
- 3월 10일 - 짐바브웨의 정치인, 총리 모건 창기라이. (~2018년)
- 3월 11일 - 영국의 작가 더글러스 애덤스. (~2001년).
- 3월 13일 - 독일의 작곡가 볼프강 림. (~2024년)
- 3월 14일 - 대한민국의 육군 군의관 소령 출신 의과대학 산부인과 교수 및 의학박사 고민환.
- 3월 15일 - 한국계 출신의 미국 행정관료 겸 대학 교수 하워드 코.
- 3월 19일
  - 덴마크의 전직 축구 선수 올레 라스무센.
  - 미국의 영화 감독, 영화 프로듀서 하비 와인스틴.
- 3월 21일 - 대한민국의 기업인, 정치인 장대환.
- 3월 26일
  - 미국의 생물학자 게리 러브컨.
  - 미국의 정치인 스티브 T. 커비.
- 3월 27일 - 대한민국의 가수 김정호. (~1985년)
- 3월 28일 - 대한민국의 배우 허기호.
- 3월 29일 - 대한민국의 정치인 강명순. (~2021년)

### 4월
- 4월 1일
  - 대한민국의 희극인 이용식.
  - 대한민국의 정치인 정천석.
- 4월 2일 - 대한민국의 만화가 이진주.
- 4월 4일 - 영국의 가수 게리 무어. (~2011년)
- 4월 9일
  - 대한민국의 배우 신연숙.
  - 대한민국의 금융인, 공무원 이주형. (~2024년)
- 4월 10일 - 미국의 액션 영화 배우 스티븐 시걸.
- 4월 12일 - 대한민국의 배우 손창호. (~1998년)
- 4월 16일 - 프랑스의 영화 감독 미셸 블랑. (~2024년)
- 4월 21일 - 프랑스의 영화 감독 자크 오디아르.
- 4월 22일 - 대한민국의 배우 정태섭. (~2001년)
- 4월 24일 - 대한민국의 정치인 이승율. (~2022년)
- 4월 29일 - 대한민국 전라북도지사 송하진.

### 5월
- 5월 2일
  - 대한민국의 정치인 서경원.
  - 미국의 배우 크리스틴 배런스키.
- 5월 3일 - 지바현의 록 음악 하이노 케이지.
- 5월 5일 - 대한민국의 기업인, 정치인 김준성.
- 5월 8일 - 대한민국의 배우 이덕화.
- 5월 10일 - 브라질의 전 축구 선수, 현 축구 감독 반데를레이 루셈부르구.
- 5월 13일 - 프랑스의 전직 축구 선수 장폴 베르트랑드만.
- 5월 14일
  - 대한민국의 언론인 출신 정치인 김효재.
  - 미국의 영화 감독, 영화 제작자 로버트 저메키스.
- 5월 16일 - 대한민국의 배우 이계인.
- 5월 17일 - 아르헨티나의 전 축구 선수, 현 축구 감독 호르헤 올긴.
- 5월 20일
  - 카메룬의 전 축구 선수 로제 밀라.
  - 대한민국의 성우 이정구.
  - 대한민국의 공무원 이관세.
  - 대한민국의 지방자치단체장 권혁승.
- 5월 22일
  - 대한민국의 야구 코치, 전 야구 선수 이종도.
  - 대한민국의 기업인 남상국. (~2004년)
- 5월 28일 - 대한민국의 배우 김영일.

### 6월
- 6월 1일
  - 대한민국의 희극인 배연정.
  - 터키의 전 축구 선수, 현 축구 감독 셰놀 귀네슈.
  - 대한민국의 드라마 연출자 운군일.
- 6월 5일 - 영국의 음악가 겸 드러머 니코 맥브레인.
- 6월 6일 - 일본의 음악가 다카하시 유키히로. (~2023년)
- 6월 7일
  - 미국의 국제 변호사 제프리 존스.
  - 터키의 노벨문학상 수상 작가 오르한 파묵.
  - 영국의 영화배우 리암 니슨.
- 6월 15일 - 대한민국의 대학 총장, 전 국회의원 김석준.
- 6월 18일
  - 대한민국의 기업인, SM 엔터테인먼트 대표이사 이수만.
  - 대한민국의 배우 전인택.
  - 이탈리아, 미국의 배우 이사벨라 로셀리니.
  - 시칠리아의 이탈리아 가수 마르첼라 벨라.
- 6월 25일
  - 대한민국의 공무원 오영호. (~2022년)
  - 독일의 보드 게임 디자이너 클라우스 토이버. (~2023년)
- 6월 26일 - 김정은의 모친 고용희
- 6월 27일
  - 대한민국의 가수 이용복.
  - 프랑스의 가수 다니엘 비달.
- 6월 30일 - 대한민국의 물리학 교수 이성익. (~2010년)

### 7월
- 7월 1일 - 대한민국의 전 기업인 한경수.
- 7월 3일 - 미국의 가수 로라 브래니건. (~2004년)
- 7월 4일
  - 폴란드의 정치인 브로니스와프 코모로프스키.
  - 콜롬비아의 대통령 알바로 우리베.
- 7월 6일
  - 대한민국의 정치인 김학송. (~2022년)
  - 이스라엘의 수학자 아디 샤미르.
  - 영국의 소설가 힐러리 맨텔. (~2022년)
- 7월 7일 - 대한민국의 교육인 이상범.
- 7월 8일 - 대한민국의 교육인 김수환.
- 7월 10일 - 대한민국의 정치인, 36대 국무총리 이해찬.
- 7월 11일
  - 대한민국의 배우 박정수.
  - 대한민국의 화가 박은수.
  - 캐나다의 아이스하키 선수, 감독 빌 바버.
- 7월 14일 - 대한민국의 배우, 정치인 송기윤.
- 7월 15일 - 일본의 정치인 고이케 유리코.
- 7월 17일 - 미국의 가수, 배우 데이비드 해셀호프.
- 7월 21일
  - 대한민국의 방송인 강석.
  - 대한민국의 배우 전국환.
- 7월 24일 - 미국의 영화 감독 구스 반 산트.
- 7월 26일
  - 대한민국의 배우 명계남.
  - 루마니아의 배우 단 콘두라케.
- 7월 27일 - 미국의 펜싱 선수 피터 웨스트브룩(~2024년).
- 7월 28일 - 태국의 국왕 라마 10세.

### 8월
- 8월 1일 - 일본의 기업인 나가노 가즈오. (~1985년)
- 8월 2일 - 프랑스의 전 축구 선수, 현 축구 감독 알랭 지레스.
- 8월 3일 - 아르헨티나의 전 축구 선수, 현 축구 감독 오스발도 아르딜레스.
- 8월 5일 - 캄보디아의 정치인 훈 센.
- 8월 12일 - 중국의 영화 감독 천카이거.
- 8월 13일
  - 대한민국의 가수 양희은.
  - 대한민국의 충청북도의원 박재완.
- 8월 17일 - 대한민국의 기업인 김재철.
- 8월 18일 - 미국의 배우 패트릭 스웨이지. (~2009년)
- 8월 19일 - 대한민국의 성우 설영범.
- 8월 21일
  - 체코의 정치인, 총리 이르지 파로우베크.
  - 영국의 싱어송라이터, 기타 연주자 조 스트러머. (~2002년)
  - 일본의 성우 타키자와 쿠미코. (~2022년)
- 8월 24일 - 대한민국의 PD 이종한.
- 8월 26일 - 대한민국의 기업인 안경수.
- 8월 27일 - 미국의 배우 겸 희극인 폴 루번스. (~2023년)
- 8월 30일 - 영국의 기업인 스티븐 랜스다운.

### 9월
- 9월 2일 - 일본의 성우 요코자와 케이코.
- 9월 5일
  - 대한민국의 영화 감독 김두영.
  - 대한민국의 배우 김영인.
- 9월 7일 - 대한민국의 야구 선수 주성로. (~2025년)
- 9월 12일 - 이치케리야 체첸 공화국의 2대 대통령 젤림한 얀다르비예프. (~2004년)
- 9월 13일
  - 대한민국의 배우 김주영.
  - 대한민국의 금융인 이주열.
- 9월 14일 - 대한민국의 영문학자 장영희. (~2009년)
- 9월 16일
  - 미국의 배우 미키 루크.
  - 알바니아의 정치인 파토스 나노.
  - 대한민국의 배우 손희순.
- 9월 17일 - 대한민국의 바둑 기사 장수영.
- 9월 19일 - 대한민국의 교육인 백광익. (~2024년)
- 9월 20일 - 대한민국의 배우 송용태.
- 9월 23일 - 대한민국의 국악인 김덕수.
- 9월 25일
  - 미국의 영화배우 크리스토퍼 리브. (~2004년)
  - 미국의 작가, 사회운동가 벨 훅스. (~2021년)
- 9월 28일 - 네덜란드의 모델, 영화배우 실비아 크리스털. (~2012년)

### 10월
- 10월 1일 - 대한민국의 국방인, 정치인 한기호.
- 10월 3일 - 대한민국의 성우 김환진.
- 10월 4일 - 이탈리아의 배우 안토넬로 파사리. (~2025년)
- 10월 5일 - 대한민국의 수영 선수 조오련. (~2009년)
- 10월 7일 - 러시아의 대통령 블라디미르 푸틴.
- 10월 11일 - 대한민국의 부산광역시 금정구의원 김성수.
- 10월 13일 - 중국계 미국 영화 배우 존 론.
- 10월 14일
  - 대한민국의 영화 감독 왕호.
  - 핀란드의 작곡가 카이야 사리아호. (~2023년)
- 10월 15일 - 일본의 애니메이션 감독 유야마 쿠니히코.
- 10월 16일 - 대한민국의 정치인, 소설가 신기남.
- 10월 17일 - 대한민국의 극작가 김광림.
- 10월 18일 - 미국의 전 야구 선수 제리 로이스터.
- 10월 20일 - 미국의 배우, 영화 감독 멜라니 메이론.
- 10월 22일 - 미국의 배우 제프 골드블룸.
- 10월 23일 - 대한민국의 관료 허준영. (~2023년)
- 10월 27일 - 이탈리아의 배우 로베르토 베니니.
- 10월 30일 - 중국의 영화감독 정소동.
- 10월 31일 - 대한민국의 희극인, 영화배우 임하룡.

### 11월
- 11월 1일 - 세르비아의 작가 보라 도르제비치. (~2024년)
- 11월 3일 - 잉글랜드의 가수 델 파머. (~2024년)
- 11월 4일 - 대한민국의 배우 장순국.
- 11월 5일
  - 대한민국의 영화 배우 송경철.
  - 미국의 농구 선수, 캐스터 빌 월튼. (~2024년)
  - 우크라이나의 축구 감독 올레흐 블로힌.
- 11월 6일 - 대한민국의 제15·17·18·19대 국회의원 김성곤.
- 11월 10일 - 대한민국의 기업인 강금원. (~2012년)
- 11월 11일 - 일본의 가수 요시 이쿠조.
- 11월 14일 - 일본의 전 야구 선수 고바야시 시게루. (~2010년)
- 11월 15일 - 미국의 프로레슬링 선수 랜디 새비지. (~2011년)
- 11월 16일
  - 대한민국의 공무원 남기명.
  - 일본의 정치인 미야모토 시게루.
- 11월 17일 - 남아프리카 공화국 제12대 대통령 시릴 라마포사.
- 11월 20일 - 대한민국의 기업인 최신원.
- 11월 25일 - 영국의 기업인 스티브 모건.
- 11월 26일 - 대한민국의 가수, 작곡가 엄인호.

### 12월
- 12월 1일
  - 대한민국의 기업인 권오현.
  - 대한민국의 정치인 이용범.
- 12월 3일 - 대한민국의 배우 김명곤.
- 12월 5일 - 미국의 미식축구, 정치인 짐 트레셀.
- 12월 10일
  - 대한민국의 방송 기자, 정치인 김형태. (~2024년)
  - 미국의 배우, 모델 수전 데이.
- 12월 13일
  - 대한민국의 배우 독고영재.
  - 대한민국의 정치인 이한기.
- 12월 14일 - 대한민국의 공무원 김성중.
- 12월 17일 - 대한민국의 배우 최민희.
- 12월 19일 - 미국의 작가 린다 울버턴.
- 12월 20일
  - 대한민국의 만화가 박재동.
  - 대한민국의 기자, 정치인 이낙연.

### 미상
- 대한민국의 기업인 김민진.
- 대한민국의 서울특별시 용산구의원 김상근.
- 대한민국의 지휘자 김철호.

## 사망

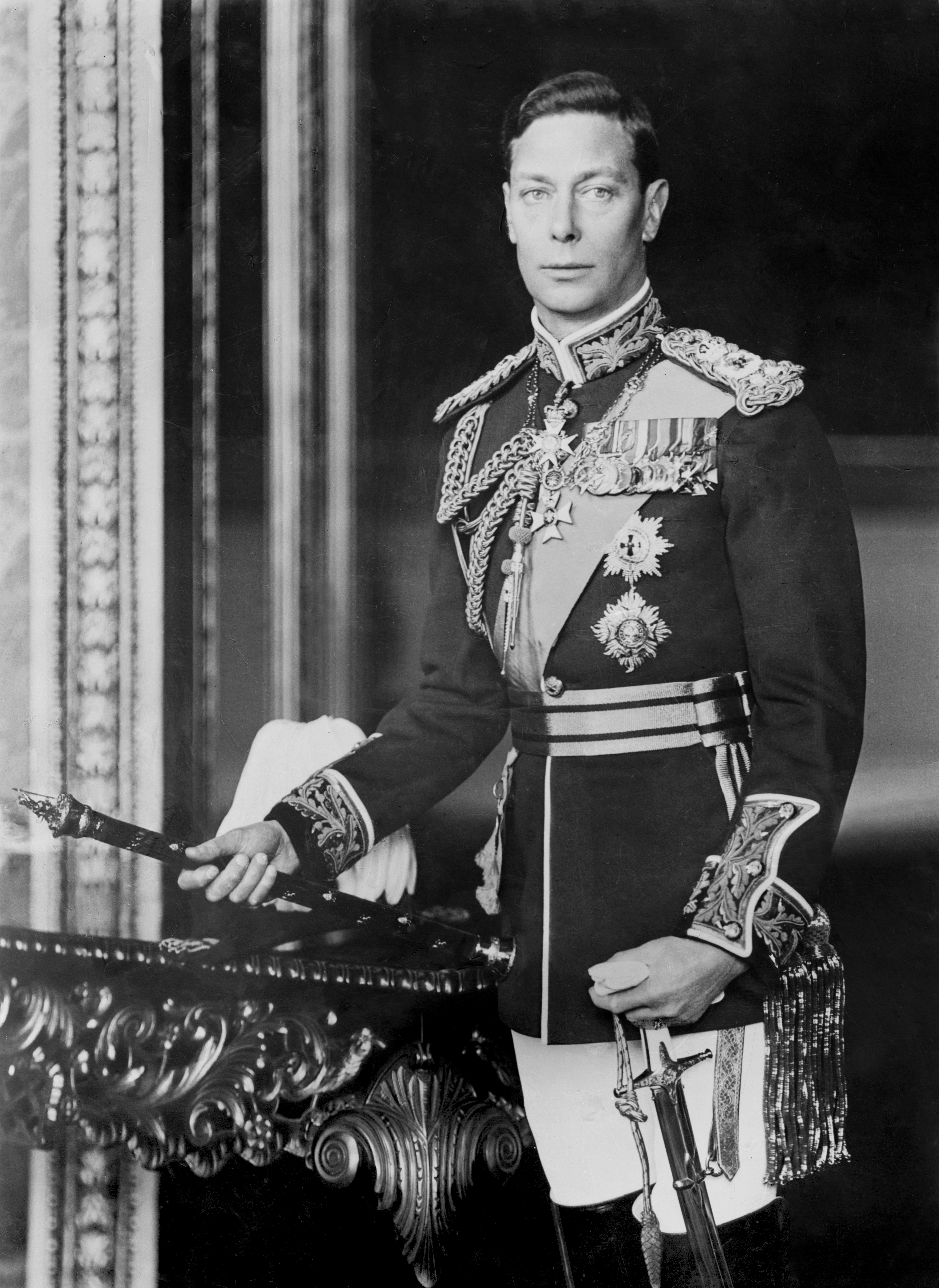
조지 6세

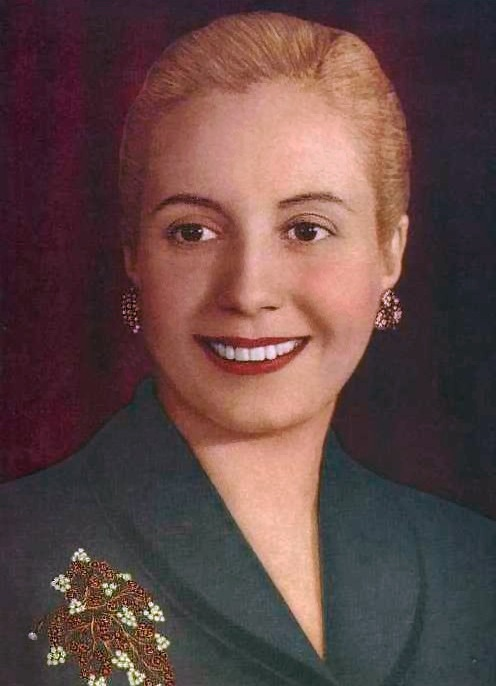
에바 페론

- 2월 6일 - 영국의 국왕 조지 6세. (1895년~)
- 5월 8일 - 헝가리 출신 미국의 영화 제작자 윌리엄 폭스. (1879년~)
- 5월 18일 - 일본의 철학가 및 사회운동가 나카이 마사카즈. (1900년~)
- 7월 21일 - 아이티 공화국의 멀리뛰기 육상 선수 실비오 카토르. (1900년~)
- 7월 26일 - 아르헨티나의 정치인 에바 페론. (1919년~)
- 10월 8일 - 대한민국의 육군 장교 김갑태. (1924년~)
- 11월 2일 - 대한민국의 한글학자 정태진. (1903년~)
- 11월 16일 - 우크라이나의 오페라 가수 솔로미야 크루셸니츠카. (1872년~)
- 11월 26일 - 스웨덴의 탐험가 스벤 헤딘. (1865년~)

## 노벨상
- 문학상:
- 물리학상:펠릭스 블로흐, 에드워드 밀스 퍼셀
- 생리학 및 의학상:
- 평화상:
- 화학상:

## 달력
| 1월 |    |    |    |    |    |    |
| 일  | 월 | 화 | 수 | 목 | 금 | 토 |
|     |    | 1  | 2  | 3  | 4  | 5  |
| 6   | 7  | 8  | 9  | 10 | 11 | 12 |
| 13  | 14 | 15 | 16 | 17 | 18 | 19 |
| 20  | 21 | 22 | 23 | 24 | 25 | 26 |
| 27  | 28 | 29 | 30 | 31 |    |    |

| 2월 |    |    |    |    |    |    |
| 일  | 월 | 화 | 수 | 목 | 금 | 토 |
|     |    |    |    |    | 1  | 2  |
| 3   | 4  | 5  | 6  | 7  | 8  | 9  |
| 10  | 11 | 12 | 13 | 14 | 15 | 16 |
| 17  | 18 | 19 | 20 | 21 | 22 | 23 |
| 24  | 25 | 26 | 27 | 28 | 29 |    |

| 3월 |    |    |    |    |    |    |
| 일  | 월 | 화 | 수 | 목 | 금 | 토 |
|     |    |    |    |    |    | 1  |
| 2   | 3  | 4  | 5  | 6  | 7  | 8  |
| 9   | 10 | 11 | 12 | 13 | 14 | 15 |
| 16  | 17 | 18 | 19 | 20 | 21 | 22 |
| 23  | 24 | 25 | 26 | 27 | 28 | 29 |
| 30  | 31 |    |    |    |    |    |

| 4월 |    |    |    |    |    |    |
| 일  | 월 | 화 | 수 | 목 | 금 | 토 |
|     |    | 1  | 2  | 3  | 4  | 5  |
| 6   | 7  | 8  | 9  | 10 | 11 | 12 |
| 13  | 14 | 15 | 16 | 17 | 18 | 19 |
| 20  | 21 | 22 | 23 | 24 | 25 | 26 |
| 27  | 28 | 29 | 30 |    |    |    |

| 5월 |    |    |    |    |    |    |
| 일  | 월 | 화 | 수 | 목 | 금 | 토 |
|     |    |    |    | 1  | 2  | 3  |
| 4   | 5  | 6  | 7  | 8  | 9  | 10 |
| 11  | 12 | 13 | 14 | 15 | 16 | 17 |
| 18  | 19 | 20 | 21 | 22 | 23 | 24 |
| 25  | 26 | 27 | 28 | 29 | 30 | 31 |

| 6월 |    |    |    |    |    |    |
| 일  | 월 | 화 | 수 | 목 | 금 | 토 |
| 1   | 2  | 3  | 4  | 5  | 6  | 7  |
| 8   | 9  | 10 | 11 | 12 | 13 | 14 |
| 15  | 16 | 17 | 18 | 19 | 20 | 21 |
| 22  | 23 | 24 | 25 | 26 | 27 | 28 |
| 29  | 30 |    |    |    |    |    |

| 7월 |    |    |    |    |    |    |
| 일  | 월 | 화 | 수 | 목 | 금 | 토 |
|     |    | 1  | 2  | 3  | 4  | 5  |
| 6   | 7  | 8  | 9  | 10 | 11 | 12 |
| 13  | 14 | 15 | 16 | 17 | 18 | 19 |
| 20  | 21 | 22 | 23 | 24 | 25 | 26 |
| 27  | 28 | 29 | 30 | 31 |    |    |

| 8월 |    |    |    |    |    |    |
| 일  | 월 | 화 | 수 | 목 | 금 | 토 |
|     |    |    |    |    | 1  | 2  |
| 3   | 4  | 5  | 6  | 7  | 8  | 9  |
| 10  | 11 | 12 | 13 | 14 | 15 | 16 |
| 17  | 18 | 19 | 20 | 21 | 22 | 23 |
| 24  | 25 | 26 | 27 | 28 | 29 | 30 |
| 31  |    |    |    |    |    |    |

| 9월 |    |    |    |    |    |    |
| 일  | 월 | 화 | 수 | 목 | 금 | 토 |
|     | 1  | 2  | 3  | 4  | 5  | 6  |
| 7   | 8  | 9  | 10 | 11 | 12 | 13 |
| 14  | 15 | 16 | 17 | 18 | 19 | 20 |
| 21  | 22 | 23 | 24 | 25 | 26 | 27 |
| 28  | 29 | 30 |    |    |    |    |

| 10월 |    |    |    |    |    |    |
| 일   | 월 | 화 | 수 | 목 | 금 | 토 |
|      |    |    | 1  | 2  | 3  | 4  |
| 5    | 6  | 7  | 8  | 9  | 10 | 11 |
| 12   | 13 | 14 | 15 | 16 | 17 | 18 |
| 19   | 20 | 21 | 22 | 23 | 24 | 25 |
| 26   | 27 | 28 | 29 | 30 | 31 |    |

| 11월 |    |    |    |    |    |    |
| 일   | 월 | 화 | 수 | 목 | 금 | 토 |
|      |    |    |    |    |    | 1  |
| 2    | 3  | 4  | 5  | 6  | 7  | 8  |
| 9    | 10 | 11 | 12 | 13 | 14 | 15 |
| 16   | 17 | 18 | 19 | 20 | 21 | 22 |
| 23   | 24 | 25 | 26 | 27 | 28 | 29 |
| 30   |    |    |    |    |    |    |

| 12월 |    |    |    |    |    |    |
| 일   | 월 | 화 | 수 | 목 | 금 | 토 |
|      | 1  | 2  | 3  | 4  | 5  | 6  |
| 7    | 8  | 9  | 10 | 11 | 12 | 13 |
| 14   | 15 | 16 | 17 | 18 | 19 | 20 |
| 21   | 22 | 23 | 24 | 25 | 26 | 27 |
| 28   | 29 | 30 | 31 |    |    |    |

### 음양력 대조 일람
| 음력월 | 월건 | 대소 | 음력 1일의 양력 월일 | 음력 1일 간지 |
| ------ | ---- | ---- | -------------------- | ------------- |
| 1월    | 임인 | 소   | 1월 27일             | 임신          |
| 2월    | 계묘 | 대   | 2월 25일             | 신축          |
| 3월    | 갑진 | 소   | 3월 26일             | 신미          |
| 4월    | 을사 | 대   | 4월 24일             | 경자          |
| 5월    | 병오 | 소   | 5월 24일             | 경오          |
| 윤5월  |      | 대   | 6월 22일             | 기해          |
| 6월    | 정미 | 대   | 7월 22일             | 기사          |
| 7월    | 무신 | 소   | 8월 21일             | 기해          |
| 8월    | 기유 | 대   | 9월 19일             | 무진          |
| 9월    | 경술 | 소   | 10월 19일            | 무술          |
| 10월   | 신해 | 대   | 11월 17일            | 정묘          |
| 11월   | 임자 | 소   | 12월 17일            | 정유          |
| 12월   | 계축 | 대   | 1953년 1월 15일      | 병인          |